# Ulla M. Gabrielsson

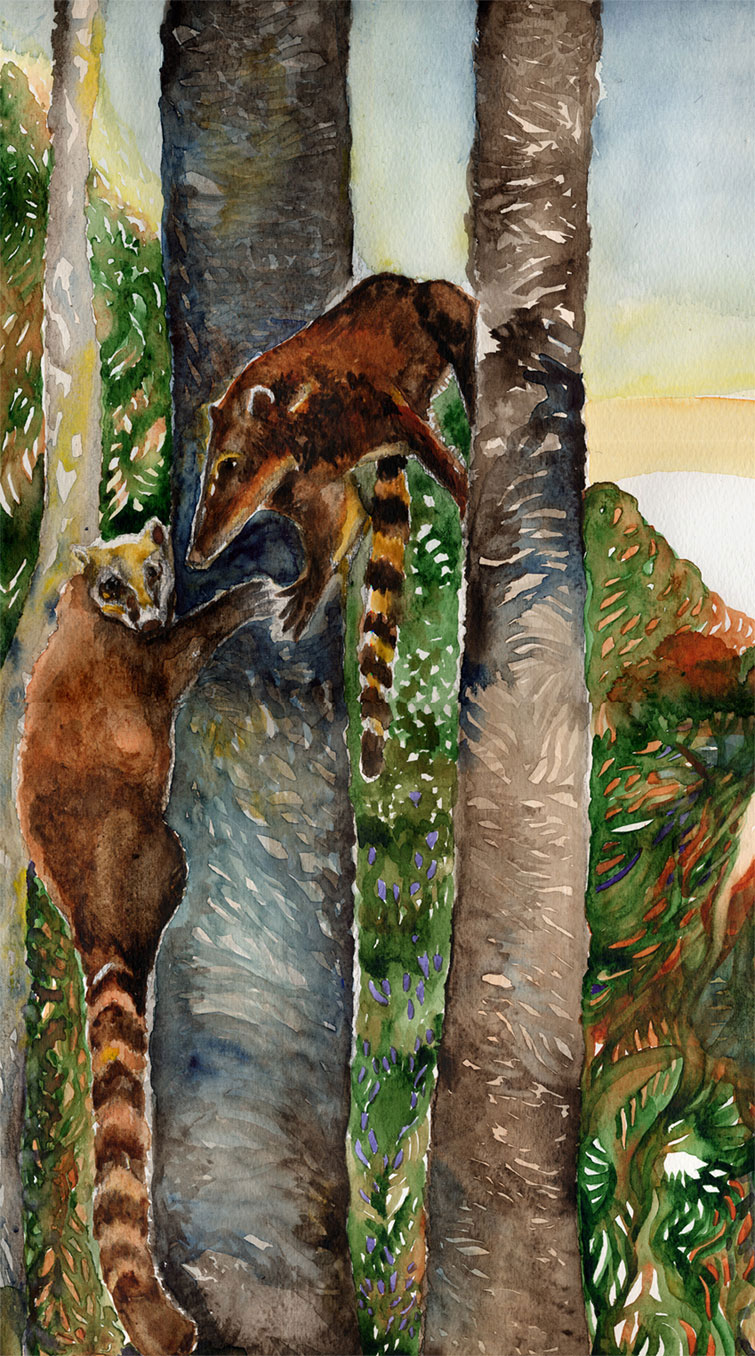
Akvarell, 2007

Ulla Margareta Meyer Gabrielsson, känd som Ulla M. Gabrielsson, född 30 oktober 1956, är en svensk  författare, översättare och konstnär. 
Gabrielsson är bosatt i Göteborg men har även tidvis varit bosatt i Cambridge. Hon har tidigare bott i Brasilien och översätter framför allt brasilianska författare till exempel Ferreira Gullar, Ailton Krenak,  Paulo Coelho och Moacyr Scliar. Hennes översättning av Joana Estrelas grafiska roman Pardalita tilldelades Peter Pan-priset 2025 av IBBY Sverige.  Som poet har Ulla M Gabrielsson medverkat i poesikonserter sedan 2010 tillsammans med The Dollard Collectief, Cambridge. Driver förlaget Edition Diadorim  där hon utgett diktsamlingen Liten & svart ö (2009) och Säveån (2020).
Som konstnär har hon flera gånger ställt ut måleri, teckningar och projektioner i Sverige. Hon har även illustrerat böcker, bland annat Timmarnas bok av Rainer Maria Rilke.
Gabrielsson har publicerat skrivit för tidskriften Karavan, tidskriften för litterär översättning MAO, Göteborgs-Posten och Metro.

## Poesi, prosa & poesikonserter
- Diktsamlingen Liten & svart ö. (Diadorim, 2009).
- Diktsamlingen Säveån, The River Å.  (Diadorim, 2020)
- Essäsamlingen I araukarians tecken. Anteckningar om (försvinnande) barrträd. (Diadorim, 2022)
- Gwen Raverat. Liv & landskap. Trägravyrer 1916-1949. En konstnärsbiografi. (Diadorim, 2022)
- Poesikonserter i Sverige och Storbritannien 2010-2024 i samarbete med musiker, skådespelare och författare. Medlem i brittisk-svenska The Dollard Collectief.